# Traité de paix de Cilicie
Le traité de paix de Cilicie du 9 mars 1921, signé entre la France et le Mouvement national turc (tr), met un terme à la campagne de Cilicie.
Le traité n'a jamais été appliqué et a été annulé par le traité d'Ankara, signé le 20 octobre 1921.